# باشگاه فوتبال هیلینگدون بورو
باشگاه فوتبال هیلینگدون بورو (به انگلیسی: Hillingdon Borough Football Club) یک باشگاه فوتبال در شهر لندن بورو آف هیلینگدون، کشور انگلستان است که در سال ۱۸۷۲ میلادی تأسیس شده‌است.